# Oli de carxofa
L'oli de carxofa s'extreu de les llavors de la carxofera (Cynara cardunculus). La composició és similar a la de l'oli de càrtam i l'oli de gira-sol, tots tres de la mateixa família asteràcia.
Té aplicacions gastronòmiques. Des del 1997 l'oli de carxofa s'estudia com a possible primera matèria per a fabricar biocombustible. La composició en àcids grassos de l'oli de carxofa és:
| Àcid gras | Percentatge |
| --------- | ----------- |
| Linoleic  | 60%         |
| Oleic     | 25%         |
| Palmític  | 12%         |
| Esteàric  | 3%          |